# Caroline Severance
Caroline Maria Severance, née Seymour le 12 janvier 1820 à Canandaigua et morte le 10 novembre 1914 à Los Angeles, est une abolitionniste et suffragette américaine et fondatrice de Clubs de Femmes.

## Biographie

### Jeunesse et formation
Caroline Maria Seymour naît le 12 janvier 1820 à Canandaigua, dans l'État de New York, fille d'un banquier, Orson Seymour, et de son épouse Caroline M. Clarke. Le père de Caroline meurt en 1824 et la famille déménage à Auburn, dans l'État de New York,. Un oncle presbytérien strict exerce une influence considérable sur Caroline[style à revoir].
Caroline[style à revoir]fréquente le Upham Female Seminary à Canandaigua et le Miss Almira Bennett's Boarding School à Owasco Lake, dans l'État de New York. Elle obtient le diplôme de major de promotion du Miss Ricord's Female Seminary à Geneva à l'âge de quinze ans en 1835 et fait partie de la faculté du Auburn Female Seminary. Pendant une courte période, elle enseigne dans le pensionnat pour filles de Luther Halsey sur la rivière Ohio, en aval de Pittsburgh.

### Vie privée
En 1840, Caroline épouse Theodoric C. Severance, surnommé T. C., un banquier abolitionniste de Cleveland, dans l'Ohio. T.C. et Caroline ont cinq enfants entre 1841 et 1849, dont l'un est mort en bas âge. Le couple s'installe d'abord à Cleveland, et leur maison devient un lieu de rencontre pour ceux qui s'intéressent aux causes libérales,.
Le couple quitte l'Église presbytérienne peu après son mariage et forme l'Église chrétienne indépendante, dont les membres sont anti-esclavagistes. Le couple quitte Cleveland et s'installe à Boston, dans le Massachusetts, en 1855 et, inspiré par les sermons de Theodore Parker, rejoint l'Église unitarienne.

### Droits des femmes et clubs de femmes
Après avoir entendu des conférences de Ralph Waldo Emerson et de Bronson Alcott, Severance s'engage de plus en plus en faveur de la justice sociale et de la paix.
En 1853, après plusieurs années passées à assister et à prendre la parole lors de conventions en faveur des droits de la femme, Severance fait sa première apparition en tant qu'oratrice devant le grand public en prononçant un discours devant la Mercantile Library Association de Cleveland, la première conférence donnée par une femme dans cette enceinte. Son sujet est « L'humanité : Une définition et un plaidoyer », ce qui signifie que les femmes devraient être incluses dans « l'humanité ». Il s'agit d'une idée radicale, mais le discours est bien accueilli par l'auditoire et par la presse de Cleveland. La même année, elle préside la première réunion annuelle de l'Ohio Women's Rights Association.[réf. nécessaire]
En 1854, Severance est élue, aux côtés de son mari, au bureau de la quatrième convention nationale sur les droits des femmes à Cleveland, et témoigne devant la législature de l'Ohio en faveur de la détention par les femmes de leurs propres biens et revenus hérités.
Severance connaît bien d'autres premières. Elle est la première femme membre du Parker Fraternity Course, ainsi que la première femme à donner une conférence à Boston devant la Lyceum Association.
Peu après la guerre de sécession, Severance rejoint la faculté de l'école Dio Lewis dans le Massachusetts, où il enseigne l'éthique pratique. L'éthique de Severance est mise à l'épreuve lorsqu'une jeune fille noire demande à être admise à l'école, ce qui lui est refusé, l'école invoquant les objections des parents d'élèves.
Severance contribue à la création du New England Women's Hospital. Elle fait également campagne avec Susan B. Anthony contre l'inclusion du mot « mâle » dans le quatorzième amendement.

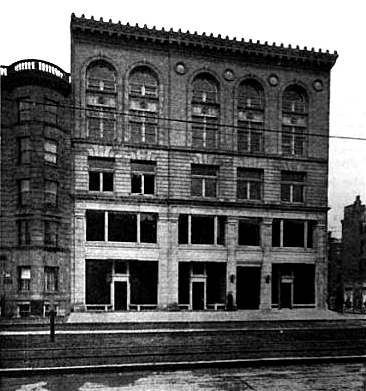
Siège du New England Women's Club au New Century Building à Boston, oct. 1903.

Au cours de l'hiver 1867-1868, Severance crée le premier club de femmes aux États-Unis : le New England Women's Club. Ralph Waldo Emerson, James Freeman Clarke, Octavius Frothingham (en) et Julia Ward Howe furent tous invités à prendre la parole lors de la première réunion publique du club. Au cours de ses premières années d'existence, le club attribue des bourses d'études, offre des possibilités d'éducation aux femmes, soutient le mouvement en faveur des jardins d'enfants et fait campagne pour la nomination de femmes dans la police.
En raison des dissensions entre les suffragistes, Severance, avec Lucy Stone et d'autres suffragistes de Nouvelle-Angleterre, fonde l'American Woman Suffrage Association lors d'une convention à Cleveland en 1869,.

### Los Angeles et la First Unitarian Church of Los Angeles
En 1875, pour diverses raisons, dont la santé de son mari et le fait que ses deux fils aînés aient déménagé sur la côte ouest, elle s'installe avec son mari à Los Angeles, achetant une petite maison sur West Adams Street, qu'ils appellent « Red Roof » (toit rouge).
Caroline et T. C. Severance ont tous deux un impact majeur sur le développement de Los Angeles. Ensemble, ils fondent la First Unitarian Church of Los Angeles (en) (Première Église Unitarienne de Los Angeles) en 1877. T. C. est l'un des fondateurs de l'Orphan's Home Society et de l'Horticultural Society. Caroline commence à organiser les femmes de la communauté en pleine expansion. Elle introduit le mouvement des jardins d'enfants à Los Angeles, en tant que présidente de l'Association des jardins d'enfants gratuits de la ville, et participe à la création de la Los Angeles Public Library (en) (Bibliothèque publique de Los Angeles). En 1878, elle fonde le premier Los Angeles Women's Club (Club des Femmes de Los Angeles). Ses centres d'intérêt sont très variés, allant du droit de vote des femmes à la préservation des monuments historiques (en collaboration avec Charles Lummis), en passant par la paix dans le monde. En vieillissant, elle commence à être considérée comme la doyenne des mouvements de défense des droits de la femme dans la ville. Elle devient également plus radicale dans sa façon de penser et est active dans le mouvement socialiste chrétien de la ville au tournant du XXe siècle. La presse commence à l'appeler « Madame Severance », ce qui témoigne de son prestige et de sa position dans la ville.

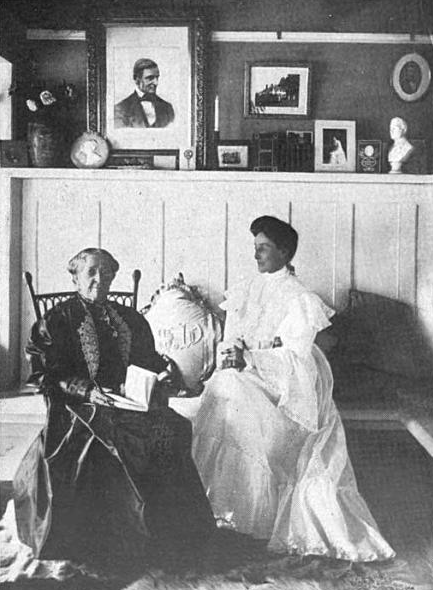
Caroline M. Severance dans la « chambre Emerson » avec Ella Giles Ruddy, en 1906.

Avec deux de leurs enfants toujours sur la côte est, Caroline et T.C. Severance n'ont jamais perdu leur amour de Boston, bien qu'ils soient devenus des défenseurs passionnés de leur nouvelle ville d'adoption. Ils retournent régulièrement dans l'est mais sans la direction permanente de Caroline, le Los Angeles Women's Club échoue à deux reprises. Finalement, en 1881, elle crée une institution durable, le Friday Morning Club (en), qui se consacre à l'amélioration culturelle et sociale et à la réforme civique. Comme le rapportent Leonard Pitt et Dale Pitt dans leur livre Los Angeles : From A-Z, « [Le Friday Morning Club] gérait une bibliothèque de prêt, un bureau de placement et organisait des cours ». Il devient l'une des organisations les plus puissantes et les plus prestigieuses de la ville. Caroline est également un membre actif de la Pacific Coast Women's Press Association (en).
Après la mort de son mari en 1892, Caroline Severance change le nom de sa maison en « El Nido », le nid en espagnol. Situé dans un jardin ombragé, El Nido est un lieu de rencontre pour les hommes et les femmes qui se consacrent au changement social. En 1906, Ella Giles Ruddy écrit dans The Mother of Clubs : "« Depuis plus de trente ans, cette maison hospitalière est un rendez-vous pour les littéraires en visite à Los Angeles, pour les leaders de la pensée progressiste ... quelle qu'en soit la direction, et pour les hommes et les femmes qui s'intéressent également aux réformes et aux améliorations locales ou municipales. ». Caroline est surnommée « Mother of Clubs » (Mère des Clubs) en raison de la fondation de clubs de femmes dès 1867.

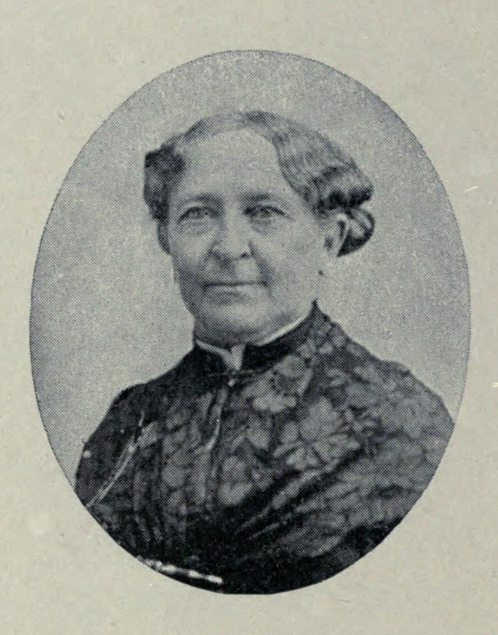
Caroline M. Severance, au World's Congress of Representative Women, en 1894.

En 1893, Severance participe au World's Congress of Representative Women qui se tient à Chicago du 15 mai au 22 mai, elle fait partie du comité « Morale et réforme sociale » et intervient dans les discutions de l'éducation au sujet des jardins d'enfants :

« Le système des écoles publiques n'est actuellement organisé que pour les très pauvres ou les très riches, pour ceux qui peuvent payer des prix élevés ou pour ceux qui envoient leurs enfants au jardin d'enfants gratuit ; mais notre espoir est de faire entrer les jardins d'enfants dans les écoles publiques, afin que toutes les classes - et qui en a le plus besoin que les classes pauvres ? - puissent y être envoyées, et que les enfants puissent être entièrement libérés de la théologie dogmatique et ne connaître que le Père céleste... »

— Caroline M. Severance, World's Congress of Representative Women - 1894

### Droit de vote des femmes en Californie

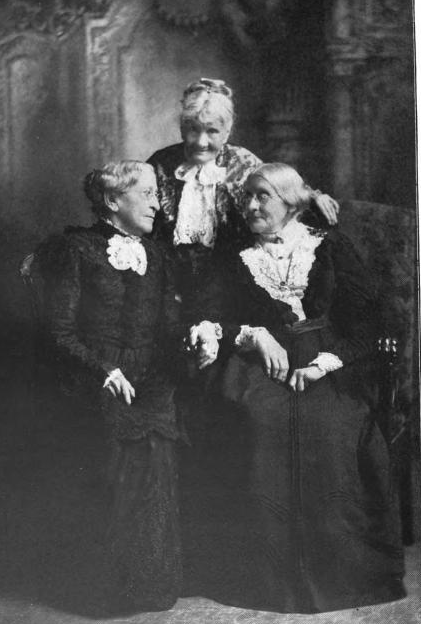
Caroline M. Severance, Rebecca Spring, Susan B. Anthony, en 1906.

En 1911, lorsque les femmes californiennes obtiennent le droit de vote par la Proposition 4 de 1911 (en), Severance est saluée comme le chef spirituel du mouvement pour le suffrage en Californie du Sud, bien que son âge avancé limite sa participation à la campagne. Elle fait l'objet d'articles dans tous les journaux de Los Angeles le lendemain du vote. Bien que l'on ait souvent écrit qu'elle ait été la première femme à s'inscrire sur les listes électorales de l'État, ce n'est pas vrai. En fait, elle s'est inscrite une semaine après l'élection, lorsqu'un officier d'état civil s'est rendu à son domicile. Elle s'est toutefois rendue aux urnes l'année suivante pour voter à l'élection présidentielle de 1912. A l'âge de quatre-vingt-douze ans, elle vote pour la première fois après avoir œuvré pendant plus de soixante ans en faveur du droit de vote des femmes. Bien qu'elle déclare à la presse qu'elle a voté pour Theodore Roosevelt, il est tout aussi probable qu'elle ait voté pour le candidat socialiste. Comme l'écrit Joan Jensen, « Au moment de sa mort en 1914, elle était fermement engagée dans un nouveau radicalisme. Si elle avait vécu jusqu'à la Première Guerre mondiale, elle aurait peut-être été considérée comme une "bolchevique de salon", une dangereuse pacifiste et une pro-ouvrière, et son domicile aurait été surveillé de près par les membres des nombreuses ligues de loyauté de Los Angeles. ».

### Mort
Severance meurt le 10 novembre 1914 à l'âge de 94 ans.